# Kabala

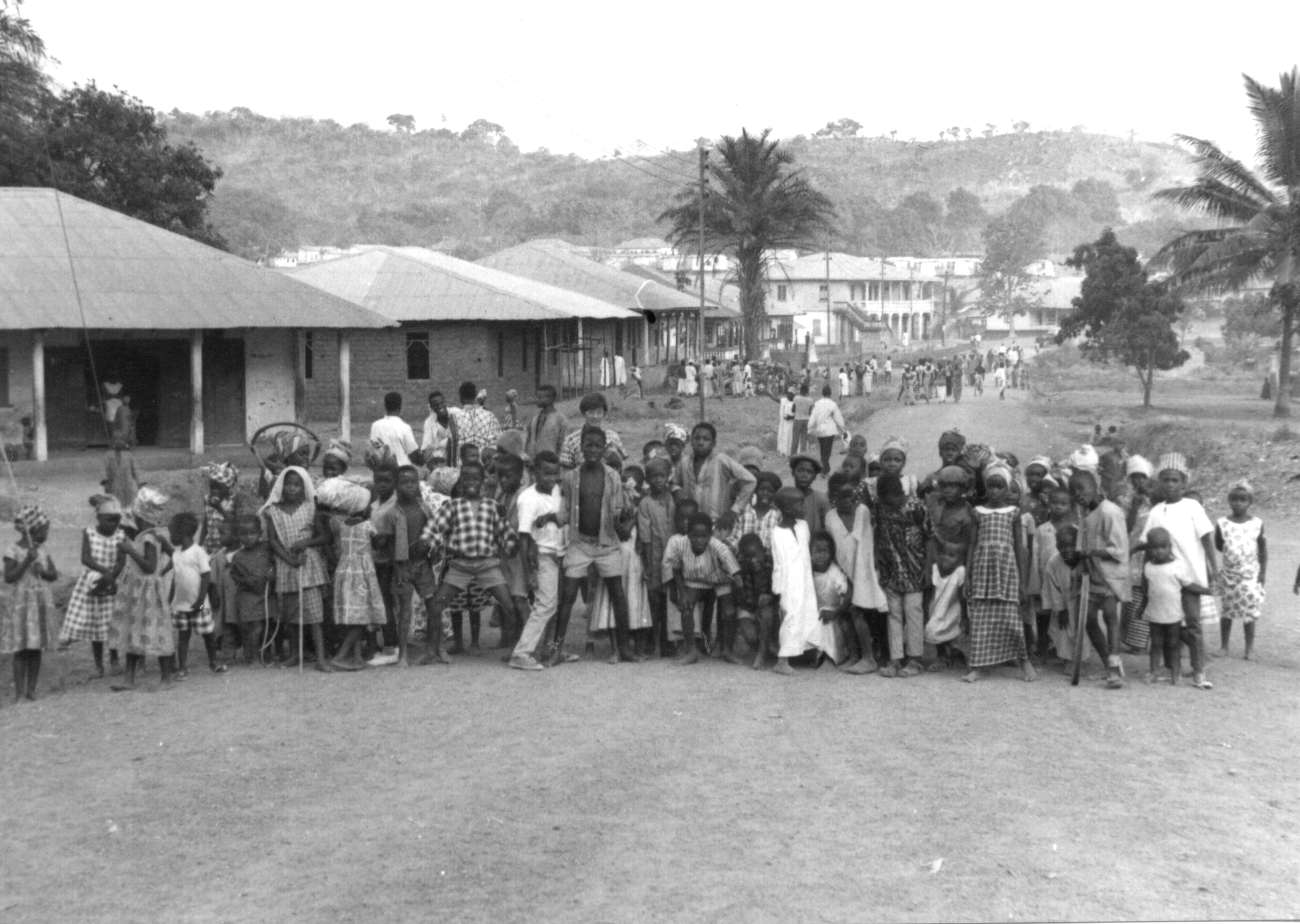
Foto aus Kabala (um 1967)

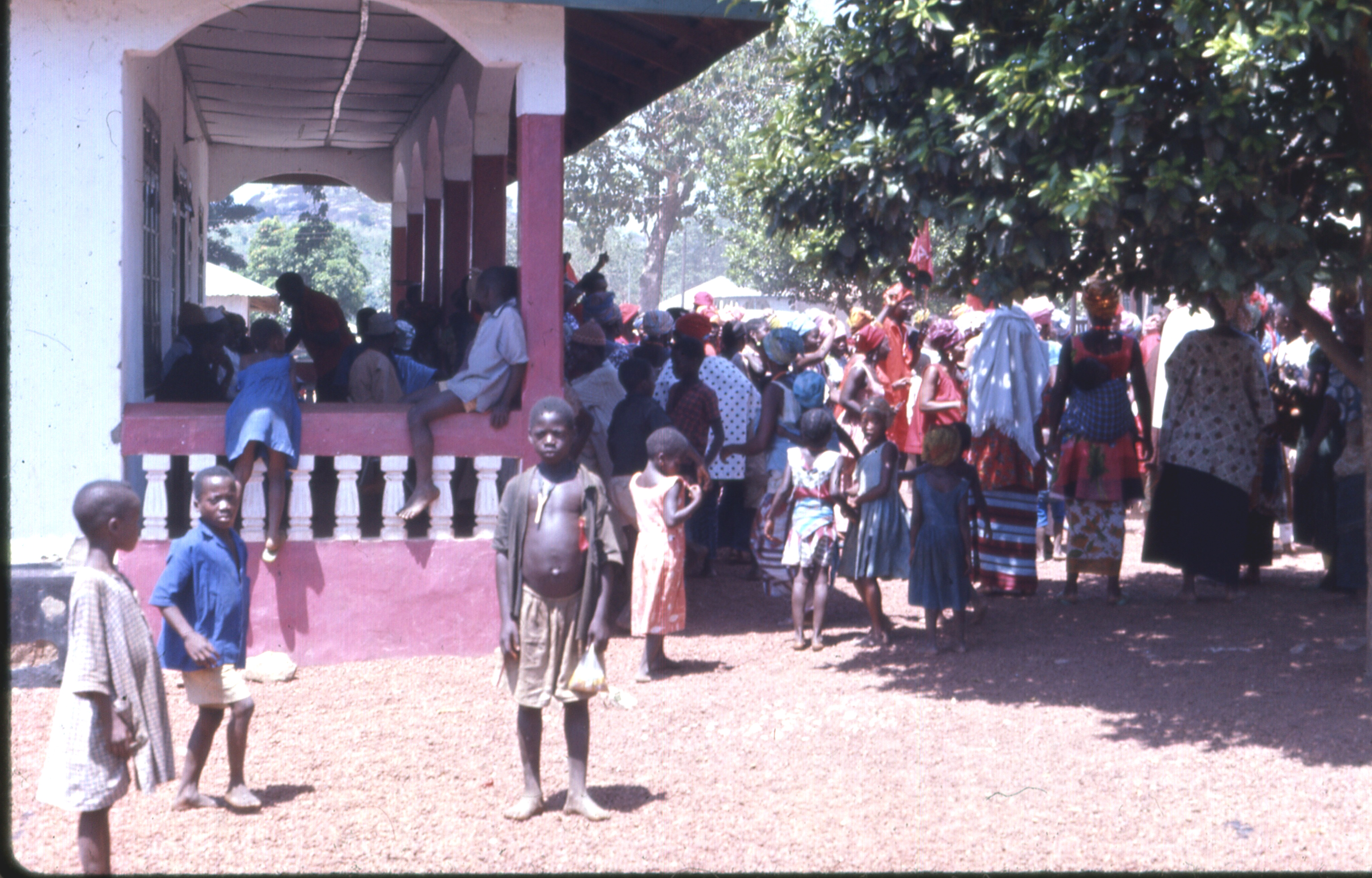
Parteiveranstaltung des APC in Kabala (1968)

Kabala ist eine Stadt in Sierra Leone. Sie ist Hauptort des Distrikts Koinadugu und liegt im Chiefdom Wara Wara Yagala in der Provinz Northern.
Die Stadt liegt an der Straße von Guinea nach Freetown in einer Senke des Wara-Wara-Berglands.
Die Einwohnerzahl wuchs von 4610 (1963) über 7847 (1974) auf 13923 (1985) Menschen an. Der Zensus 2004 ergab eine Einwohnerzahl von 14108.

## Bevölkerung
Ursprünglich lebten die Limba und die Koranko in der Region. Aus dem Süden sind Kreolen, Loko, Mende und Temne und aus dem Norden Fulbe und Mandinka zugewandert. Vor dem Bürgerkrieg gab es außerdem noch eine Kolonie libanesischer Händler.

## Infrastruktur und Wirtschaft
Kabala verfügt über ein Krankenhaus, einen Flugplatz und eine islamische Schule. Die Stadt ist ein Markt- und Umschlagsplatz für Erdnüsse, Kassava, Reis und Vieh und verfügt über eine Markthalle.